# Teru (guitarrista)
Teru (Kyoto - 10 de abril) é um guitarrista japonês, conhecido por ser guitarrista da banda Versailles e da banda Jupiter.

## Carreira
Foi guitarrista da banda Aikaryu até seu fim em 2007.
Kamijo, Hizaki, Jasmine You, Teru e Yuki formaram a banda Versailles no mesmo ano.
Em 2012, a banda terminou e todos os membros, menos Kamijo, se reuniram para formar a banda Jupiter em 2013.
Versailles retomou as atividades em 2016.